# Бункин, Николай Александрович
Николай Александрович Бункин (4 мая (16 мая) 1896, Москва — 26 февраля 1985, Москва) — советский лыжник, Заслуженный мастер спорта СССР (1939), полковник медицинской службы.

## Биография
Родился в Москве. Спортом занимался в «Сокольническом кружке лыжников» — зимой лыжами, а летом футбол.
В 1915—1916 гг. провёл 6 матчей за сборную Москвы.
В январе 1918 года стал победителем первенства Москвы по лыжным гонкам на дистанции 25 вёрст.
В 1919 году перешёл в клуб «Общество любителей лыжного спорта».
В начале 1920 года работал врачом в Самаре. Впоследствии работал руководителем врачебно-физкультурной работы в клубе «ОППВ», где познакомился с будущей своей женой — Александрой Минаевой.
Автор нескольких книг.
Участник Великой Отечественной войны.

## Достижения
Московская футбольная лига / Кубок КФС-Коломяги
- Чемпион: 1917
- Вице-чемпион: 1916
- Бронзовый призёр: 1915